# Buenavista, Córdoba
Buenavista är en ort i Colombia.   Den ligger i departementet Córdoba, i den nordvästra delen av landet, 500 km norr om huvudstaden Bogotá. Buenavista ligger 89 meter över havet och antalet invånare är 5 062.
Terrängen runt Buenavista är platt. Runt Buenavista är det ganska tätbefolkat, med 96 invånare per kvadratkilometer. Det finns inga andra samhällen i närheten. Omgivningarna runt Buenavista är huvudsakligen savann.